# Володине (Волноваський район)
Воло́дине — село Старомлинівської сільської громади Волноваського району Донецької області України.

## Загальні відомості
Відстань до райцентру становить близько 55 км і проходить автошляхом Т 0518. Біля села бере початок річка Солона. Територія села межує із землями с. Ремівка Пологівського району Запорізької області.

## Історія
Засноване як єврейська землеробська колонія. Також включає до свого складу іншу колишню єврейську хліборобську колонію, село Удачне.
До 2020 року селище входило до складу Великоновосілківського району. З 17 липня 2020 року село підпорядковується Старомлинівський сільський громаді, Волноваського району.
В березні 2022 року село окуповане ЗС РФ.

## Населення
За даними перепису 2001 року населення села становило 285 осіб, із них 96,49 % зазначили рідною мову українську та 3,16 % — російську.